# 9-1-1 (franchise)
Pour les articles homonymes, voir 911 (homonymie).
Production
Diffusion
9-1-1 est une franchise médiatique de séries télévisées américaines créées par Ryan Murphy, Brad Falchuk et Tim Minear, et diffusées sur Fox (2018-2023) puis ABC (depuis 2024), qui traitent toutes des différents services publics de la ville de Los Angeles (Californie), d'Austin (Texas) et de Nashville (Tennessee).
Au 15 mai 2025, 196 épisodes de la franchise de 9-1-1 ont été diffusés.

## Historique
Le 5 septembre 2024, la seconde série, 9-1-1: Lone Star, est annulée après 5 saisons.
Le 24 février 2025, la chaine ABC annonce la commande de la série 9-1-1: Nashville.
Le 3 avril 2025, la série 9-1-1 est renouvelée pour une neuvième saison, toujours sur ABC.

## 9-1-1

Logo de la série 9-1-1.

9-1-1 suit la vie professionnelle et personnelle des premiers intervenants de Los Angeles : les pompiers de la caserne 118, les répartiteurs du 9-1-1 et la police de Los Angeles.
- Créateurs : Ryan Murphy, Brad Falchuk et Tim Minear
- Showrunner : Tim Minear
- Producteurs : Eryn Krueger Mekash (en), Lou Eyrich (en), Jeff Dickerson
- Producteurs délégués : Brad Falchuk, Tim Minear, Angela Bassett, Ryan Murphy, John J. Gray (en), Bradley Buecker (en), Robert M. Williams Jr., Kristen Reidel, Peter Krause, Juan Carlos Coto, Alexis Martin Woodall (en), Lyndsey Beaulieu, Andrew Meyers, Rashad Raisani

## 9-1-1: Lone Star

Logo de la série 9-1-1: Lone Star.

9-1-1: Lone Star suit la vie professionnelle et personnelle des premiers intervenants d'Austin : les pompiers de la caserne 126, les répartiteurs du 9-1-1 et la police d'Austin.
Le pompier new-yorkais Owen Strand (interprété par Rob Lowe) déménage à Austin, au Texas accompagné de son fils TK (interprété par Ronen Rubinstein) pour reconstruire la caserne 126 après une tragédie. En plus de venir en aide aux personnes en difficulté, ils vont devoir affronter le souvenir de la 126 et leurs propres problèmes.
Le 5 septembre 2024, la série est annulée après 5 saisons.
- Créateurs : Ryan Murphy, Brad Falchuk et Tim Minear
- Showrunner : Tim Minear et Rashad Raisani
- Producteurs : Eryn Krueger Mekash (en), Lou Eyrich (en), Jeff Dickerson, Scott White, Wolfe Coleman, Jalysa Conway
- Producteurs délégués : Angela Bassett, Ryan Murphy, Brad Falchuk, Tim Minear, Bradley Buecker (en), John J. Gray (en), Rob Lowe, Alexis Martin Woodall (en), Rashad Raisani, Bob Goodman, Trey Callaway (en), Brian Wayne Peterson (en), Kelly Souders

## 9-1-1: Nashville

Logo de la série 9-1-1: Nashville.

9-1-1: Nashville suit la vie professionnelle et personnelle des premiers intervenants de Nashville : les pompiers, les répartiteurs du 9-1-1 et la police de Nashville.
- Créateurs : Ryan Murphy, Brad Falchuk et Tim Minear
- Producteurs délégués : Angela Bassett, Brad Falchuk, Tim Minear, Ryan Murphy, Rashad Raisani, Scott Robertson, Bradley Buecker, Chad Lowe et Chris O'Donnell.

## Séries
| Séries           | Saisons | Saisons | Épisodes | Diffusion originale sur Fox ABC (depuis 2024) | Diffusion originale sur Fox ABC (depuis 2024) | Nombre moyen de téléspectateurs (millions) | Statut        |
| Séries           | Saisons | Saisons | Épisodes | Première diffusion                            | Dernière diffusion                            | Nombre moyen de téléspectateurs (millions) | Statut        |
| ---------------- | ------- | ------- | -------- | --------------------------------------------- | --------------------------------------------- | ------------------------------------------ | ------------- |
| 9-1-1            |         | 1       | 10       | 3 janvier 2018                                | 21 mars 2018                                  |                                            | en production |
| 9-1-1            |         | 2       | 18       | 23 septembre 2018                             | 13 mai 2019                                   |                                            | en production |
| 9-1-1            |         | 3       | 18       | 23 septembre 2019                             | 11 mai 2020                                   |                                            | en production |
| 9-1-1            |         | 4       | 14       | 18 janvier 2021                               | 24 mai 2021                                   |                                            | en production |
| 9-1-1            |         | 5       | 18       | 20 septembre 2021                             | 16 mai 2022                                   |                                            | en production |
| 9-1-1            |         | 6       | 18       | 19 septembre 2022                             | 15 mai 2023                                   |                                            | en production |
| 9-1-1            |         | 7       | 10       | 14 mars 2024                                  | 30 mai 2024                                   |                                            | en production |
| 9-1-1            |         | 8       | 18       | 26 septembre 2024                             | 15 mai 2025                                   |                                            | en production |
| 9-1-1            |         | 9       | TBA      | 16 octobre 2025                               | 2026                                          |                                            | en production |
| 9-1-1            | Total   | Total   | 124      |                                               |                                               |                                            |               |
| 9-1-1: Lone Star |         | 1       | 10       | 19 janvier 2020                               | 9 mars 2020                                   | NC                                         | terminée      |
| 9-1-1: Lone Star |         | 2       | 14       | 18 janvier 2021                               | 24 mai 2021                                   | NC                                         | terminée      |
| 9-1-1: Lone Star |         | 3       | 18       | 3 janvier 2022                                | 16 mai 2022                                   | NC                                         | terminée      |
| 9-1-1: Lone Star |         | 4       | 18       | 24 janvier 2023                               | 16 mai 2023                                   | NC                                         | terminée      |
| 9-1-1: Lone Star |         | 5       | 12       | 23 septembre 2024                             | 3 février 2025                                | NC                                         | terminée      |
| 9-1-1: Lone Star | Total   | Total   | 72       |                                               |                                               |                                            |               |
| 9-1-1: Nashville |         | 1       | 1        | 9 octobre 2025                                | 2026                                          |                                            | en production |
| 9-1-1: Nashville | Total   | Total   | 1        |                                               |                                               |                                            |               |

## Personnages principaux
| Séries           | Rôle                              | Franchise | Franchise | Franchise | Univers         | Acteur / Actrice          | Année                    |
| Séries           | Rôle                              | 9-1-1     | Lone Star | Nashville | Docteur Odyssey | Acteur / Actrice          | Année                    |
| ---------------- | --------------------------------- | --------- | --------- | --------- | --------------- | ------------------------- | ------------------------ |
| 9-1-1            | Capitaine Robert « Bobby » Nash † | Principal |           |           |                 | Peter Krause              | 2018 à 2025              |
| 9-1-1            | Sergent Athena Grant              | Principal | Invité    |           | Invité          | Angela Bassett            | depuis 2018              |
| 9-1-1            | Evan « Buck » Buckley             | Principal | Invité    |           |                 | Oliver Stark              | depuis 2018              |
| 9-1-1            | Henrietta « Hen » Wilson          | Principal | Invité    |           |                 | Aisha Hinds               | depuis 2018              |
| 9-1-1            | Howard « Chimney » Han            | Principal |           |           |                 | Kenneth Choi              | depuis 2018              |
| 9-1-1            | Maddie Buckley Han                | Principal |           |           |                 | Jennifer Love Hewitt      | depuis 2018              |
| 9-1-1            | Edmundo « Eddie » Diaz            | Principal | Invité    |           |                 | Ryan Guzman               | depuis 2018              |
| 9-1-1            | May Grant                         | Principal |           |           |                 | Corinne Massiah           | 2018 à 2023; depuis 2025 |
| 9-1-1            | Harry Grant                       | Principal |           |           |                 | Marcanthonee Jon Reis     | 2018 à 2023; depuis 2025 |
| 9-1-1            | Michael Grant                     | Principal |           |           |                 | Rockmond Dunbar           | 2018 à 2022              |
| 9-1-1            | Albert Han                        | Principal |           |           |                 | John Harlan Kim           | 2021                     |
| 9-1-1            | Abigail « Abby » Clarke           | Principal |           |           |                 | Connie Britton            | 2018                     |
| 9-1-1            | Christopher Diaz                  | Principal |           |           |                 | Gavin McHugh              | depuis 2019              |
| 9-1-1            |                                   |           |           |           |                 |                           |                          |
| 9-1-1: Lone Star | Owen Strand                       |           | Principal |           |                 | Rob Lowe                  | 2020 à 2025              |
| 9-1-1: Lone Star | Michelle Blake                    |           | Principal |           |                 | Liv Tyler                 | 2020                     |
| 9-1-1: Lone Star | Tyler Kennedy « TK » Strand       |           | Principal |           |                 | Ronen Rubinstein          | 2020 à 2025              |
| 9-1-1: Lone Star | Judson « Judd » Ryder             |           | Principal |           |                 | Jim Parrack               | 2020 à 2025              |
| 9-1-1: Lone Star | Grace Ryder                       |           | Principal |           |                 | Sierra McClain            | 2020 à 2024              |
| 9-1-1: Lone Star | Marjan Marwani                    |           | Principal |           |                 | Natacha Karam (en)        | 2020 à 2025              |
| 9-1-1: Lone Star | Paul Strickland                   |           | Principal |           |                 | Brian Michael Smith       | 2020 à 2025              |
| 9-1-1: Lone Star | Carlos Reyes                      |           | Principal |           |                 | Rafael Silva              | 2020 à 2025              |
| 9-1-1: Lone Star | Mateo Chavez                      |           | Principal |           |                 | Julian Works              | 2020 à 2025              |
| 9-1-1: Lone Star | Tommy Vega                        |           | Principal |           |                 | Gina Torres               | 2021 à 2025              |
| 9-1-1: Lone Star | Nancy Gillian                     |           | Principal |           |                 | Brianna Baker             | 2022 à 2025              |
| 9-1-1: Lone Star | Isabella « Izzy » Vega            |           | Principal |           |                 | Kelsey Yates              | 2022 à 2025              |
| 9-1-1: Lone Star | Evie Vega                         |           | Principal |           |                 | Skyler Yates              | 2022 à 2025              |
| 9-1-1: Lone Star | Wyatt Harris                      |           | Principal |           |                 | Jackson Pace              | 2024 à 2025              |
| 9-1-1: Lone Star |                                   |           |           |           |                 |                           |                          |
| 9-1-1: Nashville | Don Sharpe                        |           |           | Principal |                 | Chris O'Donnell           | depuis 2025              |
| 9-1-1: Nashville | Blythe Sharpe                     |           |           | Principal |                 | Jessica Capshaw           | depuis 2025              |
| 9-1-1: Nashville | Ryan Sharpe                       |           |           | Principal |                 | Michael Provost           | depuis 2025              |
| 9-1-1: Nashville | Cammie Raleigh                    |           |           | Principal |                 | Kimberly Williams-Paisley | depuis 2025              |
| 9-1-1: Nashville | Dixie Bennings                    |           |           | Principal |                 | LeAnn Rimes               | depuis 2025              |
| 9-1-1: Nashville | Roxie Alba                        |           |           | Principal |                 | Juani Feliz (en)          | depuis 2025              |
| 9-1-1: Nashville | Blue Bennings                     |           |           | Principal |                 | Hunter McVey              | depuis 2025              |
| 9-1-1: Nashville | Taylor Thompson                   |           |           | Principal |                 | Hailey Kilgore (en)       | depuis 2025              |
| 9-1-1: Nashville |                                   |           |           |           |                 |                           |                          |

## Crossovers
Le tableau suivant affiche tous les scénarios de croisement impliquant les séries 9-1-1.
| Séries concernées | Séries concernées | Séries concernées | Titres des épisodes                               | Acteurs faisant une apparition en dehors de leur série          | Date de diffusion aux États-Unis | Description |
| Série A           | Série B           | Série C           | Titres des épisodes                               | Acteurs faisant une apparition en dehors de leur série          | Date de diffusion aux États-Unis | Description |
| ----------------- | ----------------- | ----------------- | ------------------------------------------------- | --------------------------------------------------------------- | -------------------------------- | --- |
| 9-1-1: Lone Star  |                   |                   | "Tout feu, tout flamme" (9-1-1: Lone Star S02E03) | Invités dans la série A: Oliver Stark, Aisha Hinds, Ryan Guzman | 1er février 2021                 | Alors qu'un feu de forêt se propage au Texas, des membres de l'équipe 118 de Los Angeles arrivent à Austin pour aider le capitaine Strand et la 126. Par ailleurs, un groupe d'adolescents est pris au piège par un incendie. |
| 9-1-1: Lone Star  |                   |                   | "À l'aide !" (9-1-1: Lone Star S03E11)            | Invités dans la série A: Angela Bassett                         | 21 mars 2022                     | Le 126 vole à la rescousse lorsque Catherine reçoit au bureau du gouverneur un colis potentiellement dangereux pour la santé. Grace et Carlos font équipe pour enquêter sur un appel bidon au 911 qui tourne au drame. Après avoir retrouvé l'adresse IP du meurtrier à Los Angeles, ils envoient la police et avec un appel vidéo, le sergent Athena Grant leur montre l'arrestation en direct, suggérant à Carlos, compte tenu de ses compétences d'enquêteur, de passer l'examen de détective. |
| Docteur Odyssey   |                   |                   | "La Semaine du casino" (Docteur Odyssey S01E11)   | Invités dans la série A: Angela Bassett                         | 20 mars 2025                     | Après avoir poursuivi un criminel, Athena Grant se retrouve coincée sur le navire, à son grand désespoir, en pleine semaine du Casino. Un autre criminel étant à bord, elle collabore avec Max et Avery pour le retrouver. Pendant ce temps, Avery souffre de symptômes de grossesse et noue des liens avec Athena et une femme plus âgée. |